# Harald Bagge
Harald Bagge (* 16. März 1817 in Coburg; † 14. Januar 1895 in Frankfurt a. M.) war ein deutscher Arzt.

## Leben
Bagges Vater war Direktor der Frankfurter Musterschule. Er studierte Medizin in Erlangen, Bonn, Berlin und Göttingen und wurde 1841 in Erlangen promoviert. Anschließend arbeitete er in Frankfurt a. M., bevor er von Sept. 1844 bis Juni 1845 eine Reise in den Nahen Osten unternahm und botanische Studien betrieb. Nach der Rückkehr arbeitete er als Armenarzt in Frankfurt und wurde 1863 in Frankfurt zum Physikus ernannt. Zugleich war er ab 1852 erster und ab 1854 zweiter Bibliothekar, eine Tätigkeit, die er bis 1863 ausübte. 1874 wurde Bagge zum Königlichen Kreisphysikus ernannt, 1887 pensioniert.
Bagge war Mitglied des Ärztevereins und der Senckenbergischen Stiftungsverwaltung.

## Veröffentlichungen
- De evolutione Strongyli auricularis et Ascaridis acuminatae viviparorum, Erlangen 1841 (Digitalisat)
- Reise nach dem Orient, der europäischen Türkei, Aegypten, Nubien und Palästina. Verlag der Johann Christian Hermann’schen Buchhandlung. F. E. Suchsland, Frankfurt am Main 1847